# 新霍赫罗夫卡站
新霍赫羅夫卡站（羅馬化：Novokhokhlovskaya）是莫斯科地鐵莫斯科中央環線的一個車站。

## 圖片

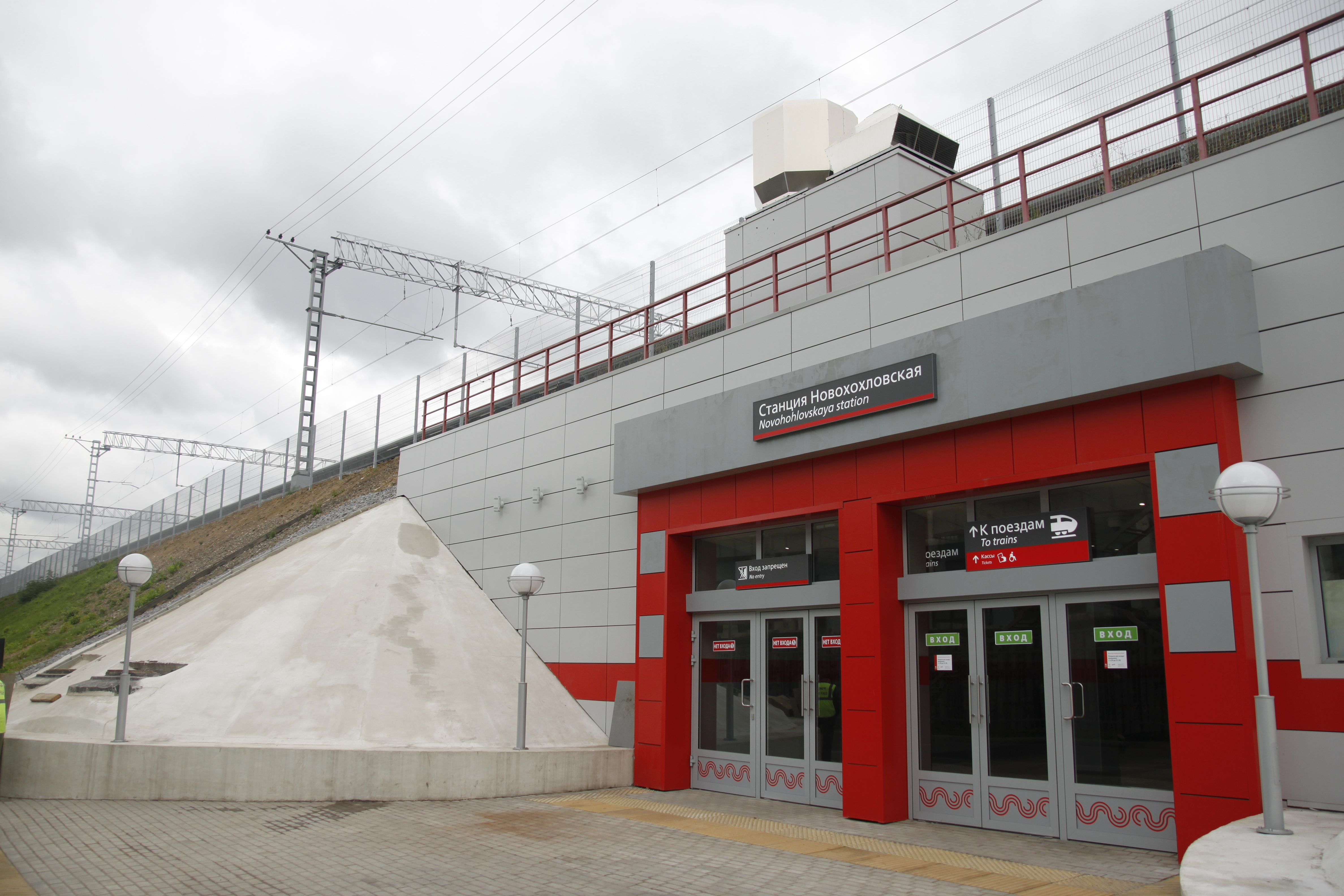
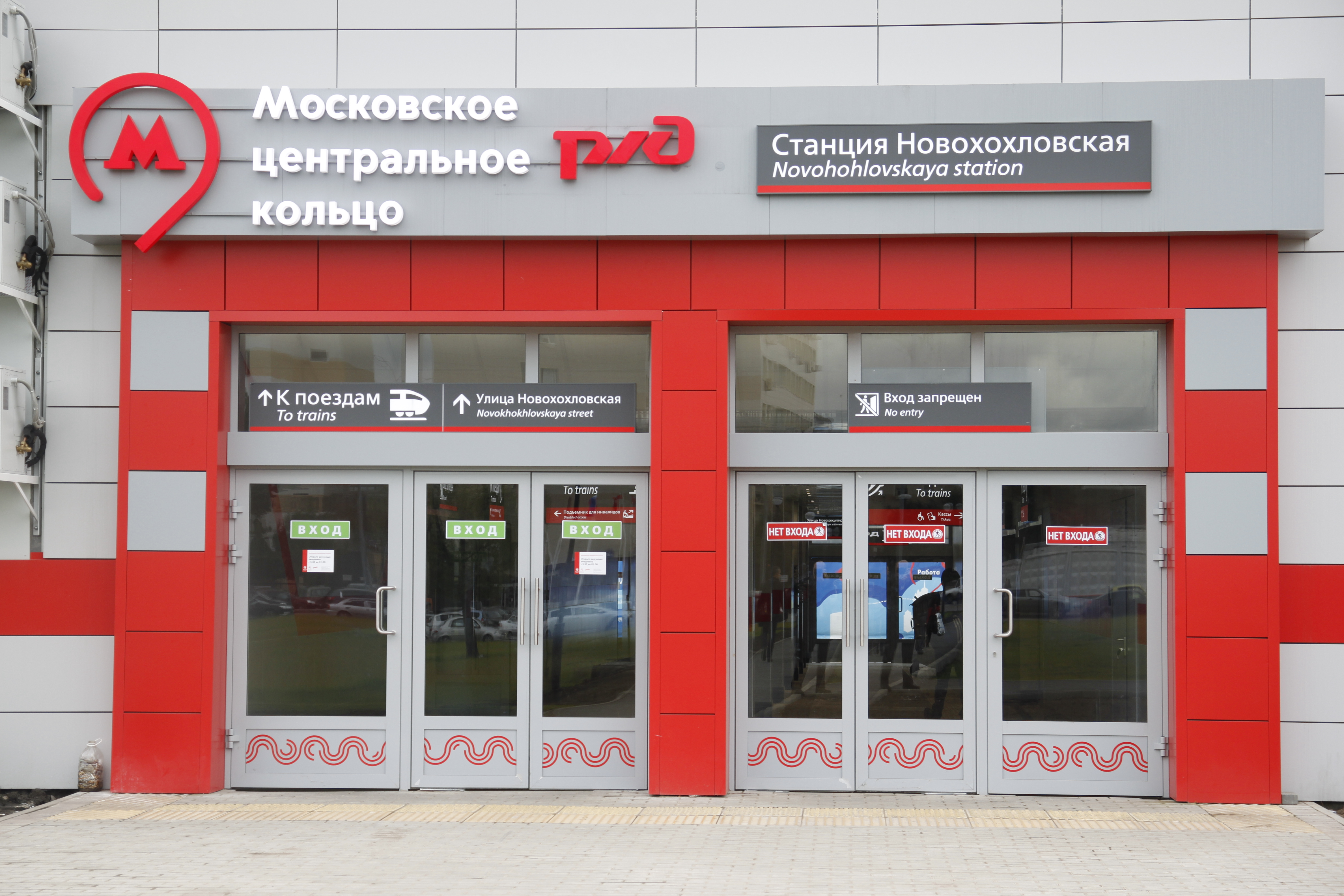
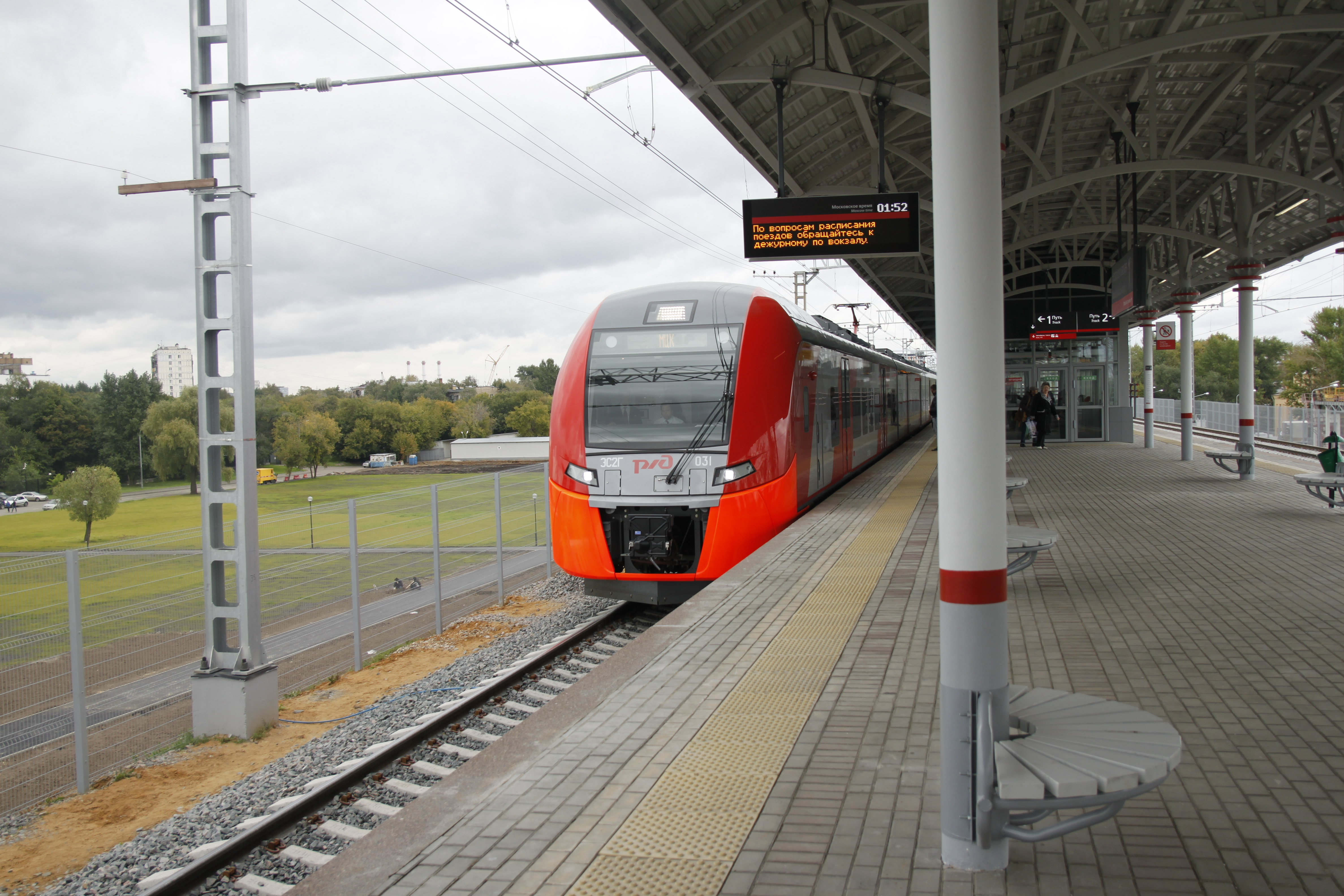

## 外部連結
- mkzd.ru